# Saint-Broingt-les-Fosses
Saint-Broingt-les-Fosses település Franciaországban, Haute-Marne megyében. Lakosainak száma 236 fő (2022. január 1.). Saint-Broingt-les-Fosses Baissey, Le Val-d’Esnoms, Leuchey, Le Montsaugeonnais és Villegusien-le-Lac községekkel határos.

## Népesség
A település népessége az elmúlt években az alábbi módon változott:
| Lakosok száma | 147  | 134  | 131  | 188  | 226  | 229  | 232  | 233  | 234  | 236  |
|               | 1968 | 1982 | 1990 | 2006 | 2013 | 2015 | 2017 | 2019 | 2020 | 2022 |